# JMKRIDE
JMKRIDE（ジェイエムケイライド）は、世界展開をしているトップシェアのフリースケートメーカーである。
日本・アメリカ・中国・ドイツに拠点があり、日本では茨城に事務所がある。

## 概説
フリーラインスケートを販売していたFreeline Sports, Incが倒産し、フリースケートというスポーツを存続させるために4人のトップフリースケートライダー・インフルエンサーが2015年に設立した。名前の由来は、創設者Jon、Mattie、Marco、Kyokiの頭文字から取ったJMKとRIDEを組み合わせた。

## 主な商品

### スケート本体
- JMKスケート - 平地・スケートパーク・ダウンヒルなどすべてのスケーティングにおいて最高のパフォーマンスができるようプロライダーによって設計され、何度ものテスト・改良を経て誕生。

### パーツ
- JMKデッキ
- JMKトラック
- JMKウィール
- JMKデッキテープ
- JMKベアリング
- JMKスペーサー
- JMKライザーパッド
- JMKデッキボルト
- JMKアクスルボルト
- JMKナット
- JMKエッジガード

### アパレル
- JMKキャップ
- JMKシャツ
- JMKパーカー